# Mokry Benjámin
Mokry Benjámin (1774 körül – Pest, 1826. május 15.) irodalomtörténész, református főiskolai tanár.

## Élete
A sárospataki iskola növendéke volt, ahol már diák korában a görög nyelvet tanította; azután a főiskola segélyezésével Jenában, ahol 1804. szeptember 24-én iratkozott be, teológiát, 1805-ben pedig Göttingenben történelmet tanult. Hazajövetele után Pápán református főiskolában volt 1805-től 1813-ig az egyetemes történelem, természettan és a klasszika-filológia tanára. Betegeskedése miatt leköszönt tanári állásáról és Pestre vonult, ahol mint magánember kizárólag az irodalomnak élt. Élete végén görög-magyar szótáron dolgozott, melyet azonban nem fejezhetett be. Több külföldi tudós társaságnak is tagja volt. Meghalt 1826. május 15-én Pesten 52. évében. Utoljára Vay Ábrahám gróf házában lakott a Bástya utcában és miután örökös nélkül halt meg, a fiscus le akarta foglalni kis vagyonát és könyvtárát; e miatt barátai Vitkovics, Fáy András és Kovács Ferenc óvást tettek, mint akik utolsó idején ápolták és el is temettették.
Cikkei a Tudományos Gyűjteményben (1817. VIII. Próba rajzolat az embernek főbb charaktereiről, nevezetesen a nagy charakterről, 1818. XII. Némely gondolatok és elmélkedések a tudósokról közönségesen, 1820. I. Egy-két szó a czukor-electricitásról, 1821. III. A természetesről és természetességről); a Felső-magyarországi Minervában (1825. VIII. A régi és a mai poesis között való különbségről közönségesen).

## Munkái
- Az európai manufacturák, és fabrikák legnevezetesebb mesterségmíveik, készítette kézi könyv gyanánt a nevelőknek és kisebb rangú tanító-társainak számokra, a geographiai és technologiai tudományok tanításakor való használásra Möller János, ford. Pest, 1818. Rézmetszettel.
- Közönséges historiai-biographiai lexikon, avagy rövid életleírások mind azoknak a nevezetesebb személlyeknek, a kik magokat talentomaik, virtusaik, találmányaik, vitézségeik, mesterség míveik és más akármely jeles vagy gonosz tetteik által esméretesekké tették; legrégibb historiai időktől fogva a jelenvaló időkig. A régi és legújabb nevezetes kútfejekből készítette és öszveszerkesztette. Pest, 1819-20. Négy kötet. (1819-ben a Marczibányi-intézet nagy jutalmát nyerte). I., II., III., IV.
- A régi római nevezetesebb klassikus írókon és ezen könyvnek kiterjedéséhez szabott kritikán épült deák-magyar etymologiai lekszikon. Pest, 1823.
- Epiktetosnak kézi könyvecskéje, avagy az életet akármely állapotban kinek-kinek magának tűrhetővé, sőt kedvessé tehetésének mestersége. Fordította és némelly jegyzésekkel, nemkülönben a stoikusoknak erkölcsi tudományáról és annak nevezetesebb fogyatkozásairól való rövid elmélkedéssel megbővítette. Pest, 1825.

Kézirati munkái a Magyar Nemzeti Múzeumban: Corona studiosorum. Papae, 1807. 4rét; Dissertatio de cultura aceris in Hungaria et exinde producendo sacharo. Papae, 1810. 4rét 62 lap; ugyanitt őriztetik három oklevele is.